# Mina Blanca
Mina Blanca är en ort i Mexiko.   Den ligger i kommunen Ahualulco och delstaten San Luis Potosí, i den centrala delen av landet, 400 km nordväst om huvudstaden Mexico City. Mina Blanca ligger 1 966 meter över havet och antalet invånare är 128.
Terrängen runt Mina Blanca är kuperad åt sydost, men åt nordväst är den platt. Runt Mina Blanca är det ganska glesbefolkat, med 36 invånare per kvadratkilometer. Närmaste större samhälle är Ahualulco, 12,4 km öster om Mina Blanca. Omgivningarna runt Mina Blanca är i huvudsak ett öppet busklandskap.